# Sojus TMA-18
Sojus TMA-18 ist eine Missionsbezeichnung für den Flug des russischen Raumschiffs Sojus zur Internationalen Raumstation (ISS). Im Rahmen des ISS-Programmes trägt der Flug die Bezeichnung ISS AF-22S. Es war der 22. Besuch eines Sojus-Raumschiffs an der ISS und der 128. Flug im Sojusprogramm.

## Besatzung
- Alexander Alexandrowitsch Skworzow, (1. Raumflug), Kommandant (Roskosmos/Russland)
- Tracy Ellen Caldwell-Dyson (2. Raumflug), Bordingenieurin (NASA/USA)
- Michail Borissowitsch Kornijenko (1. Raumflug), Bordingenieur (Roskosmos/Russland)

## Missionsüberblick
Sojus TMA-18 startete am 2. April 2010 um 4:04 UTC vom Weltraumbahnhof Baikonur und brachte zwei Tage später drei Besatzungsmitglieder der ISS-Expeditionen 23 und 24 zur Internationalen Raumstation. Das Sojus-Raumschiff löste Sojus TMA-16 als Rettungskapsel ab. Die Besatzung empfing drei Raumfrachter Progress M (-05M, -06M und -07M) sowie Sojus TMA-19 und die Raumfähren STS-131 und STS-132 und führte einige Außenbordmanöver durch.
Beim Abkoppeln des  Raumschiffes gab es ein Problem mit der Abdichtung, so dass der Abkoppelvorgang abgebrochen wurde. Der Bordcomputer meldete auf Grund von Sensordaten, dass die Luke zwischen dem Modul Poisk und dem Raumschiff nicht hermetisch geschlossen war. Die Raumfahrer verließen die Sojus-Kapsel, die Rückkehr wurde um einen Tag auf den 25. September verschoben. Eine Untersuchung des Kopplungsadapters durch ISS-Bordingenieur Fjodor Jurtschichin stellte ein loses Zahnrad hinter einer Verkleidung als mögliche Ursache fest. Später meldete Roskosmos-Chef Anatoli Perminow, dass der Defekt durch den Bruch eines kleinen Bolzens ausgelöst wurde, wodurch sich die Haltebolzen des Raumschiffs nicht lösen konnten.
Der zweite Abkopplungsversuch einen Tag später am 25. September 2010 verlief ohne Probleme. Die Crewkapsel von Sojus TMA-18 landete nach einem normalen Abstieg gegen 5:23 Uhr UTC in der kasachischen Steppe 35 km südlich von Arkalyk.